# Філімонови Гарі
Філімо́нови Га́рі (рос. Филимоновы Гари) — присілок у складі Нікольського району Вологодської області, Росія. Входить до складу Нікольського сільського поселення.

## Населення
Населення — 28 осіб (2010; 38 у 2002).
Національний склад (станом на 2002 рік):
- росіяни — 100 %